# هاوانا رز لیو
هاوانا رز لیو (به انگلیسی Havana Rose Liu) (زاده ۱۹۹۷) بازیگر، رقصنده، مدل، فعال و طراح آمریکایی است. او بیشتر به خاطر حرفه مدلینگ و نقش اصلی‌اش در فیلم خروج ممنوع شناخته می‌شود.

## اوایل زندگی
لیو در بروکلین به دنیا آمد و بزرگ شد. او دختر کارلی رونی و دیوید لیو، بنیانگذاران سایت برنامه ریزی عروسی،  گره است که اکنون به عنوان شرکت سبک زندگی گروه ایکس  اُ شناخته می شود. او در یک خانواده دو فرهنگی و دو زبانه بزرگ شد. او از کودکی فعالیت هنری خود را به عنوان رقصنده آغاز کرد. او در سال ۲۰۱۹ از دانشگاه نیویورک فارغ التحصیل شد.

## حرفه
قبل از بازیگران خیابانی، لیو هرگز انتظار نداشت که بازیگر شود. در سپتامبر ۲۰۲۰، لیو روی جلد  ووگ ایتالیا ظاهر شد. لیو اولین بار در سال ۲۰۱۹ برای یک فیلم بلند انتخاب شد، بنابراین اولین بازیگری خود را در سال ۲۰۲۱ با ایفای نقش مکمل در درام اکشن می دی انجام داد. در همان سال، او اولین حضور تلویزیونی خود را با یک نقش کوچک در سریال صندلی انجام داد. در سال ۲۰۲۲، لیو در دو فیلم بازی کرد: ابتدا در نقش مکمل در درام عاشقانه جوزفین دکر، آسمان در هر کجاست ، سپس در نقش اصلی در فیلم هیجان انگیز خروج ممنوع. اگرچه این فیلم ها نقدهای متفاوتی از سوی منتقدان دریافت کرد، اما بازی او در نقش داربی، یک معتاد به مواد مخدر در حال بهبودی، در اثر دوم مورد ستایش قرار گرفت. او در فیلم کمدی پایین جدید اما سلیگمن بازی خواهد کرد که درباره دو دختر دگرباش دبیرستانی است که یک باشگاه مبارزه راه می‌اندازند تا به هم بپیوندند.

## زندگی شخصی
لیو درباره تجربه‌اش به‌عنوان یک زن آسیایی، پذیرش خود از طریق رقص و فشاری که با آن روبه‌رو بود، صحبت کرد که باید در مورد دیدگاه‌هایش درباره هویت و جهان خود صحبت کند. 

## فیلم شناسی
| فیلم هایی که هنوز اکران نشده اند | به فیلم هایی اشاره دارد که هنوز اکران نشده اند |

| سال            | عنوان          | نقش        | یادداشت                  | مرجع |
| -------------- | -------------- | ---------- | ------------------------ | ---- |
| ۳۱ ژانویه ۲۰۲۱ | می دی          | بی         | شروع کردن - آغاز - اولین |      |
| ۱۱ فوریه ۲۰۲۲  | آسمان همه جاست | بیلی واکر  |                          |      |
| ۲۵ فوریه ۲۰۲۲  | بدون خروج      | داربی تورن |                          |      |
| _              | پایین          |            | در مرحله پیش تولید       |      |

## مجموعه های تلویزیونی
| سال         | عنوان | نقش  | یادداشت | مرجع |
| ----------- | ----- | ---- | ------- | ---- |
| ۲۰ اوت ۲۰۲۱ | صندلی | سارا | دو قسمت | _    |